# El Llano de Barajas
El Llano de Barajas är en ort i Mexiko.   Den ligger i kommunen Cuquío och delstaten Jalisco, i den centrala delen av landet, 400 km väster om huvudstaden Mexico City. El Llano de Barajas ligger 1 770 meter över havet och antalet invånare är 158.
Terrängen runt El Llano de Barajas är kuperad åt sydost, men åt nordväst är den platt. Terrängen runt El Llano de Barajas sluttar söderut. Runt El Llano de Barajas är det ganska tätbefolkat, med 86 invånare per kvadratkilometer. Närmaste större samhälle är Acatic, 16,9 km sydost om El Llano de Barajas. I omgivningarna runt El Llano de Barajas växer huvudsakligen savannskog.